# Museum Gunzenhauser
Il Museum Gunzenhauser è un museo di arte moderna chi si trova a Chemnitz in Germania. Il museo espose la collezione del commerciante d'arte Alfred Gunzenhauser con 2.459 opere di 270 artisti del XX secolo. È stato inaugurato nel dicembre 2007 in presenza di Horst Köhler, Bundespräsident di Germania.

## La collezione
La parte principale della collezione sono le opere dell'espressionismo. Ci sono delle opere di Ernst Ludwig Kirchner, Erich Heckel e Karl Schmidt-Rottluff, tre membri del gruppo Die Brücke, dei due artisti di Blaue Reiter Alexej von Jawlensky e Gabriele Münter, di Christian Rohlfs, Paula Modersohn-Becker, Helmut Kolle, Max Beckmann, Karl Hubbuch, Franz Radziwill, Alexander Kanoldt, Georg Schrimpf, Gustav Wunderwald, Willi Baumeister, Fritz Winter, Ernst Wilhelm Nay, Bernard Schultze, Emil Schumacher, Karl Hofer, Johannes Grützke, Horst Antes, Klaus Fußmann, Karl Horst Hödicke e Rainer Fetting. La più grande parte dell'esposizione sono le 290 opere di Otto Dix e le 110 opere di Conrad Felixmüller.